# Франтішек Гохманн
Франтішек Гохманн (чеськ. František Hochmann, нар. 2 квітня 1904 — пом. 4 березня 1986) — чехословацький футболіст, що грав на позиції воротаря.
Виступав, зокрема, за клуб «Спарта» (Прага), а також національну збірну Чехословаччини.
Триразовий чемпіон Чехії. Володар Кубка Мітропи. 

## Клубна кар'єра
У дорослому футболі дебютував 1923 року виступами за команду клубу «Спарта» (Прага), в якій провів шість сезонів. За цей час двічі виборював титул чемпіона Чехії, ставав володарем Кубка Мітропи.
Завершив професійну ігрову кар'єру у клубі «Богеміанс», за команду якого виступав протягом 1930—1931 років.
Помер 4 березня 1986 року на 82-му році життя.

## Виступи за збірну
1924 року дебютував в офіційних матчах у складі національної збірної Чехословаччини. Протягом кар'єри у національній команді, яка тривала 8 років, провів у формі головної команди країни лише 7 матчів.
У складі збірної був учасником  футбольного турніру на Олімпійських іграх 1924 року у Парижі.

## Титули і досягнення
- Чемпіон Чехії («Спарта»)
  -  Чемпіон (3): 1923, 1925/26, 1927

- Кубок Мітропи («Спарта»)
  -  Володар (1): 1927